# Одно большое счастье
«Одно большое счастье» (англ. One Big Happy) — комедийный сериал режиссёра Шелли Дженсен, премьера которого состоялась на канале NBC 17 марта 2015 года . Главные роли исполнили Элиша Катберт и Ник Зано. После показа шести эпизодов сериал был закрыт.
Главные герои — Лиззи и Люк — почти как семья, общие переживания сблизили их и с тех пор они практически неразлучны. Будучи уже взрослыми, они хотят завести собственного ребёнка. Однако Лиззи — лесбиянка, а Люк встречает девушку, на которой хочет жениться. Но обстоятельства не мешают им осуществить свои планы.
В ролях:
| Актёр         | Роль    |
| ------------- | ------- |
| Элиша Катберт | Лиззи   |
| Ник Зано      | Люк     |
| Келли Брук    | Пруденс |
| Ребекка Корри | Лиша    |
| Крис Уильямс  | Рой     |